# Felix Mendelssohn
Pour les articles homonymes, voir Mendelssohn.
« Bartholdy » redirige ici. Pour le sculpteur Bartholdi, voir Auguste Bartholdi.
Œuvres principales
- Le Songe d’une nuit d’été (1827-1843)
- Romances sans paroles (1829-1845)
- Les Hébrides (1832)
- Symphonie no 4 « Italienne » (1833)
- Paulus (1836)
- Symphonie no 3 « Écossaise » (1842)
- Concerto pour violon n°2 (1844)
- Elias (1846)

Jakob Ludwig Felix Mendelssohn Bartholdy, plus couramment appelé Felix Mendelssohn (parfois Félix avec accent), né le 3 février 1809 à Hambourg et mort le 4 novembre 1847 à Leipzig, est un compositeur, chef d'orchestre et pianiste allemand du début de la période romantique. Membre de la famille Mendelssohn, il est le petit-fils du philosophe et rabbin Moses Mendelssohn, le fils du banquier et philanthrope Abraham Mendelssohn Bartholdy et le frère de la compositrice Fanny Mendelssohn.
Après des succès précoces en Allemagne, il voyage dans l'Europe entière, passant notamment quatre fois par la Suisse. Il est particulièrement bien accueilli en Grande-Bretagne où, au cours de ses dix visites, sont créées plusieurs de ses œuvres majeures. Contemporain de Chopin, Liszt, Wagner et Berlioz, il laisse une œuvre très importante pour sa courte vie de 38 ans (symphonies, concerti, oratorios, ouvertures, musique de scène, œuvres pour piano seul, œuvres pour orgue seul et musique de chambre). Sa notoriété repose sur quelques-uns de ses plus grands chefs-d'œuvre : l'ouverture et la musique de scène pour « Le Songe d’une nuit d’été », l'ouverture « Les Hébrides », les symphonies « italienne » et « écossaise », les oratorios « Paulus » et « Elias », le second Concerto pour violon en mi mineur, op. 64, l'Octuor à cordes et le Trio no 1 en ré mineur, op. 49.
Il a participé à la redécouverte de la musique baroque et surtout de Jean-Sébastien Bach et Georges-Frédéric Haendel. Il est notamment l'un des premiers compositeurs de son temps à renouveler l'art du contrepoint, ce qui lui vaut parfois d'être considéré comme « le classique des romantiques ». Après une longue période de dénigrement relatif due à l'évolution des goûts musicaux, à l'antisémitisme du XIXe siècle et du XXe siècle et à l'interdiction par les nazis de jouer sa musique, il est redécouvert dans la deuxième moitié du XXe siècle et reconnu comme un compositeur majeur de l'ère romantique.

## Biographie

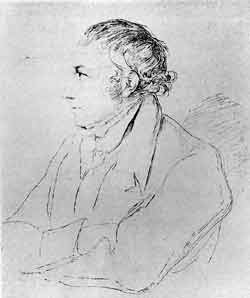
Abraham Mendelssohn Bartholdy, le père de Felix Mendelssohn.

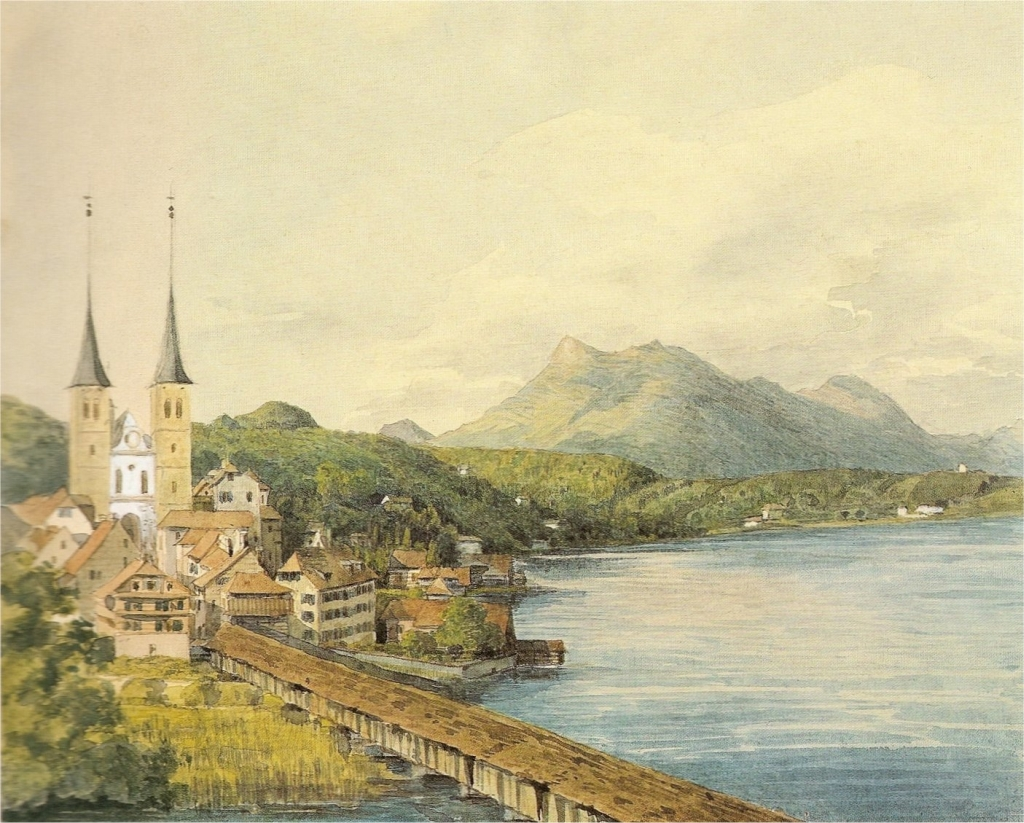
Vue de Lucerne, aquarelle, par Felix Mendelssohn (1847).

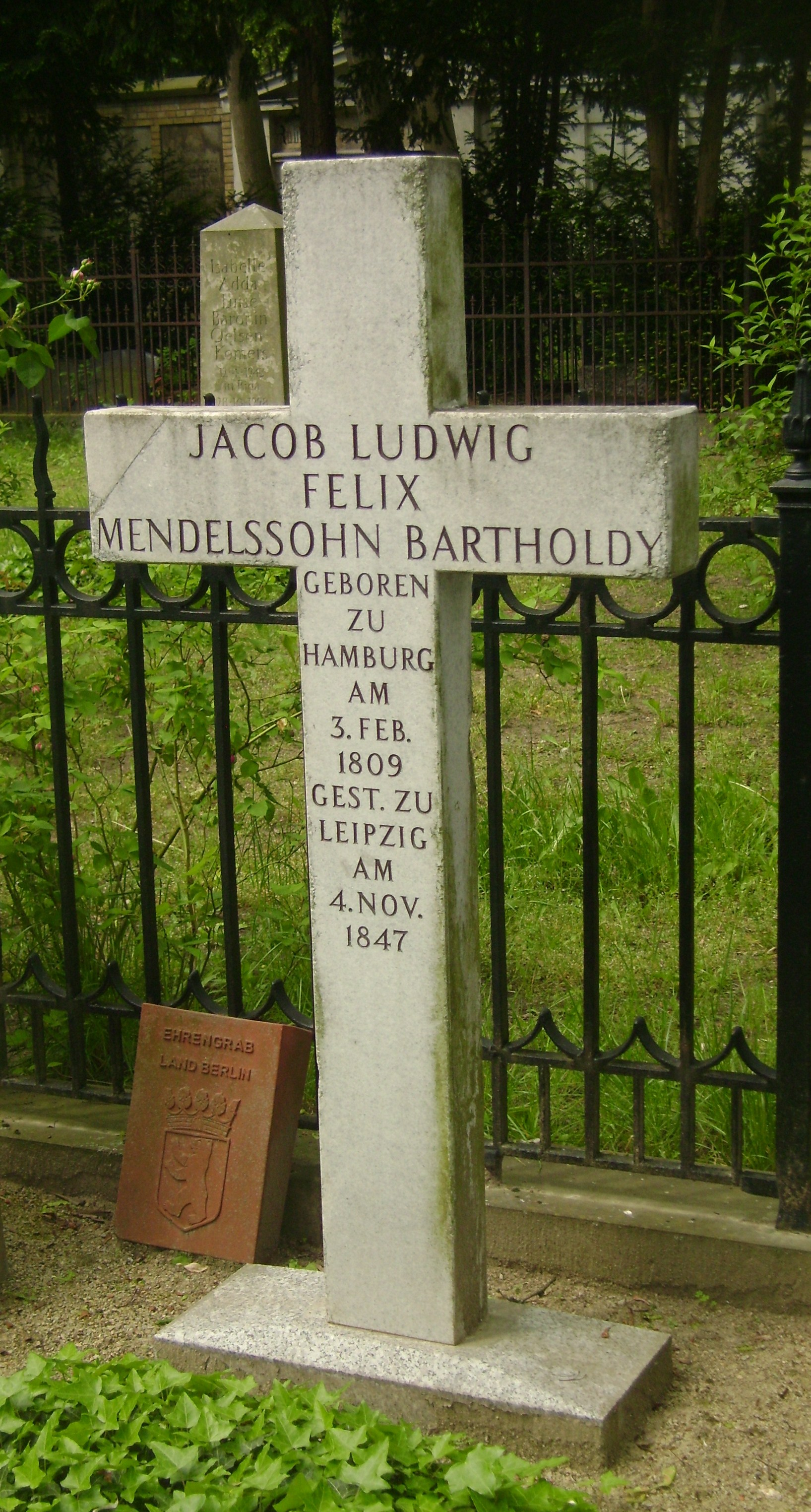
Tombe de Felix Mendelssohn au cimetière de la Trinité de Berlin.

Son grand-père, Moses Mendelssohn, était un philosophe et rabbin, inspirateur (sans en être fondateur) du judaïsme réformé. Il avait acquis, par lettre royale pour lui et sa famille, des droits civiques auxquels les juifs n'avaient normalement pas accès. Cela lui a permis de s'allier, par mariage, au milieu des affaires.
Abraham, le père de Felix, est un banquier berlinois prospère, qui finit par convertir sa famille au luthéranisme. La maison des Mendelssohn à Berlin est un lieu de rencontre pour l'élite intellectuelle que fréquentent, entre autres, Hegel, Heine et son premier maître de musique Carl Friedrich Zelter.
Felix et sa sœur Fanny se révèlent des enfants prodiges en musique. À douze ans, en 1821, pour l'anniversaire de son père, il compose son premier opéra, les Deux Précepteurs, pièce qui ironise sur l'éducation rigoureuse qu'il reçoit. Pour autant, Mendelssohn ne se distingue pas par ses opéras, mais plutôt par sa musique symphonique, son œuvre pour piano, ses pièces religieuses et sa musique de chambre. Cette même année 1821, il rencontre Goethe, qui lui porte une grande admiration, déclarant notamment que ses facultés « tenaient du prodige ».
À seize ans il a déjà composé ses treize symphonies pour orchestre à cordes, sa première symphonie, un octuor à cordes, ainsi que cinq concertos pour violon ou pour piano. Il joue avec sa sœur aînée Fanny Mendelssohn, également virtuose du piano, dont il reste très proche pendant toute sa vie.
Mendelssohn ne fréquente pas le gymnasium, mais il reçoit une éducation complète avec des précepteurs comme Karl Wilhelm Ludwig Heyse (de) qui lui enseigne la philologie. Felix traduit et publie en 1825 une comédie de Térence. Il s'inscrit à l'université de Berlin en 1827. Il suit les cours de Hegel (Esthétique ou philosophie de l'art), d'Eduard Gans (droit et histoire contemporaine), Carl Ritter (géographie), Leopold von Ranke (histoire), Paul Erman et Martin Lichtenstein (zoologie). Il termine ses études au printemps 1829. Il dirige au même moment une exécution de la Passion selon saint Matthieu de Johann Sebastian Bach qui fait date dans le mouvement de redécouverte de la musique ancienne. Puis, toujours en 1829, il part pour un voyage en Angleterre et en Écosse. L'année suivante, il séjourne longuement en Italie et rencontre Hector Berlioz à Rome. Ces différents voyages lui inspirent plusieurs partitions : no 3 Écossaise, ouverture les Hébrides, no 4 Italienne.
Directeur musical du Gewandhaus de Leipzig dès 1835, il est appelé dans les années 1840 à Berlin par le roi de Prusse Frédéric-Guillaume IV afin de réorganiser la vie musicale de la cité. Il devient alors le compositeur européen le plus célèbre de son époque, notamment en Angleterre. À Leipzig, dans les années 1840, il se lie d'amitié avec le compositeur Robert Schumann qui voit en lui le « Mozart du XIXe siècle ». Il encourage d'autres compositeurs, tels Joseph Joachim Raff ou Niels Wilhelm Gade.
En 1837 il épouse Cécile Jeanrenaud, la fille d'un pasteur originaire de Môtiers dans le canton de Neuchâtel en Suisse. Ils ont quatre enfants.
La mort de Fanny, le 14 mai 1847, lui cause un profond chagrin et lui inspire son dernier quatuor. Cinq mois plus tard, le 28 octobre 1847, à Leipzig, il est pris de maux de tête très violents. Quelques jours plus tard, il est victime d’une nouvelle attaque cérébrale et meurt le 4 novembre 1847, âgé seulement de 38 ans. Il est enterré à Berlin au cimetière de Mehringdamm.
Par deux de ses sœurs, Felix est lié aux mathématiques allemandes du XIXe siècle. Fanny est la grand-mère de Kurt Hensel, tandis que Rebecka (en) a épousé Peter Gustav Lejeune Dirichlet.

## Patronyme
Abraham Mendelssohn, le père de Felix, a abandonné la religion juive ; sa femme Lea et lui ont délibérément choisi de ne pas faire circoncire leur fils, contrairement à la tradition. Les enfants du couple sont d'abord élevés sans éducation religieuse, avant d'être baptisés par un pasteur réformé en 1816, moment où Felix reçoit les prénoms supplémentaires de Jakob et Ludwig. En 1822, Abraham et sa femme se font baptiser à leur tour et prennent officiellement le nom de Mendelssohn Bartholdy (qu'ils utilisaient depuis 1812) pour eux et leurs enfants.
L'ajout de Bartholdy a été suggéré par le frère de Lea, Jakob Salomon Bartholdy, qui a hérité d'un domaine de ce nom à Luisenstadt et l'a adopté pour lui-même. Dans une lettre de 1829 à Felix, Abraham présente ce choix comme un moyen de marquer une rupture décisive avec les traditions de son père Moses : « Il ne peut pas plus y avoir de Mendelssohn chrétien que de Confucius juif. » Alors au début de sa carrière musicale, Felix ne renonce pas au nom de Mendelssohn, comme le lui demande Abraham, mais, par respect pour son père, signe ses lettres et fait imprimer sur ses cartes de visite « Mendelssohn Bartholdy ». La même année, sa sœur Fanny lui écrit à propos de « Bartholdy [...] ce nom que nous détestons tous ».

## Musique
Parmi ses œuvres les plus célèbres, on peut citer le Songe d'une nuit d'été, le Concerto pour violon en mi mineur op. 64, les Symphonies no 1, no 3 « Écossaise » (en fait la 5e dans l'ordre de composition) où il se montre, selon Richard Wagner, « un paysagiste de premier ordre », et la no 4 « Italienne » (3e dans l'ordre de composition), ainsi que quelques-unes de ses 64 romances sans paroles pour piano. Cependant la connaissance de Mendelssohn se limite bien souvent à ces œuvres, alors qu'il a composé nombre d'autres chefs-d'œuvre. Parmi ceux-ci, on trouve les variations sérieuses pour piano op. 54, véritable chef-d'œuvre de la composition pianistique du XIXe siècle.
D'autres œuvres maîtresses de Mendelssohn sont les deux trios avec piano Op. 49 en ré mineur et Op. 66 en ut mineur. Si la réputation du premier trio n'est plus à faire, en revanche le deuxième trio reste assez méconnu du grand public, alors qu'il est aussi beau, si ce n'est plus que l'opus 49, avec son premier mouvement d'une grande intensité dramatique, son scherzo endiablé typiquement mendelssohnien, et son final incluant un choral, à l'instar de la 5e symphonie, « Réformation ». Ces deux trios pour piano s'inscrivent entre ceux de Franz Schubert (notamment l'op. 100) et ceux de Johannes Brahms, on y retrouve les mêmes sonorités que dans le concerto pour violon, celles d'un Mendelssohn au sommet de son art, plus profond, plus romantique, synthèse des acquis classiques et du romantisme allemand.
Enfin, on peut aussi citer l'octuor à cordes op. 20, œuvre qu'il a composée à l'âge de seize ans, et qui reflète déjà une grande maturité, les sept quatuors à cordes, et plus particulièrement les quatuors op. 44 (trois quatuors) et op. 80, les deux concertos pour piano et grand orchestre op. 25 et op. 40, les sonates pour violon et violoncelle. Bien qu'il n'ait pas eu de succès avec ses opéras de jeunesse, Mendelssohn excelle également dans la musique vocale, ce qui est particulièrement sensible dans le Songe, dans les Psaumes (le Psaume 42, Op. 42), la 2e symphonie, « Chant de louange » et les oratorios Paulus et Elias.
Mendelssohn était considéré de son vivant comme l’un des plus grands compositeurs européens, son ami Robert Schumann lui vouant une grande admiration. Il est sans aucun doute l'un des plus grands génies musicaux du XIXe siècle, aussi bien en tant que compositeur, pianiste (il est souvent décrit comme un enfant prodige, à l'égal de Mozart et de Saint-Saëns) et chef d'orchestre.
Le style musical de Mendelssohn, à la fois lyrique et très travaillé sur le plan formel (avec l'utilisation fréquente de l'ostinato), cédant plus tard la place à l'emploi de dissonances et de contrastes incisifs, fait de lui l'un des compositeurs essentiels du XIXe siècle. Ses sonorités orchestrales sont raffinées et très colorées, et il était devenu le maître du scherzo, auquel il donnait toujours une grande vivacité (octuor, quatuors, trios, Songe d'une nuit d'été, la Première Nuit de Walpurgis, final des concertos…).
On lui doit les redécouvertes de la Passion selon saint Matthieu de Jean-Sébastien Bach, de Georg Friedrich Haendel et de la 9e symphonie (dite « La Grande ») de Franz Schubert dont il dirigea la première exécution au Gewandhaus de Leipzig en 1839. Ses détracteurs lui reprochent parfois d'écrire une musique parfaitement correcte et policée, visant avant tout à rester dans le domaine du convenable, en évitant toute prise de risque. Son exemple n'en atteint pas moins cependant une rare élégance, tant dans la reconnaissance des talents d'autrui, que dans l'extrême finesse de son style, obtenue par des moyens d'une grande sobriété.

## Point de mire de l'agitation antisémite
Après sa mort Mendelssohn fut l'objet de la propagande antijuive. Cela commença avec Das Judenthum in der Musik, pamphlet de Richard Wagner, lequel avait pourtant été fortement influencé par ses compositions. L'ouvrage fut publié en 1850 par son auteur sous un pseudonyme, mais en 1869 parut une édition augmentée sous le vrai nom de l'auteur. À la date de la deuxième publication Wagner était déjà un compositeur influent, si bien que son point de vue contribua à faire mépriser l'œuvre de Mendelssohn dans la seconde moitié du XIXe siècle.
En 1933, après la prise du pouvoir par le régime nazi, Joseph Goebbels interdit en sa qualité de président de la « Chambre de la culture du Reich » l'exécution des œuvres de Mendelssohn. Il y en eut néanmoins quelques-unes, par exemple Songe d'une Nuit d'Été en février 1934 à l'occasion du 125e anniversaire de Mendelssohn conduit par Wilhelm Furtwängler, pourtant vice-président de la Chambre de la musique du Reich. Des compositeurs allemands, parmi lesquels on compte Carl Orff, furent invités à écrire des alternatives musicales à la musique de Mendelssohn pour le Songe d'une nuit d'été. Bustes et plaques commémoratives de Mendelssohn furent retirés (par exemple, en novembre 1936, le monument de Mendelssohn devant le Gewandhaus de Leipzig, ce qui entraîna la protestation publique de Furtwängler). Le maire Carl Friedrich Goerdeler démissionna de son poste en raison de la suppression en son absence du monument de Mendelssohn ; il fut par la suite un des personnages importants de la Résistance allemande,.
Le démontage d'une statue du compositeur à Prague a servi de prétexte au roman Mendelssohn est sur le toit de Jiří Weil, dont la déportation des juifs de Bohême-Moravie sous et après la gouvernance de Reinhard Heydrich constitue le thème.

## Instruments
Pour ses interprétations au piano, Mendelssohn utilisait les instruments du facteur de piano viennois Conrad Graf. En 1832, il demanda à Aloys Fuchs d'acheter pour lui un piano de Graf et de le livrer à la maison de ses parents à Berlin. Mendelssohn était si satisfait de cet instrument qu'il décida de commander à Graf deux autres pianos : un pour lui-même et un pour la fiancée de son frère.

## Œuvres principales
Félix Mendelssohn laisse 321 œuvres musicales.

### Musique instrumentale

#### Symphonies
- Treize symphonies pour orchestre à cordes (1821-1823)
- Symphonie no 1 en ut mineur, op. 11 (1824)
- Symphonie no 2 en si bémol majeur « Chant de louange », symphonie-cantate pour solistes, chœur, orgue et orchestre, op. 52 (1840)
- Symphonie no 3 en la mineur « Écossaise », op. 56 (1842)
- Symphonie no 4 en la majeur « Italienne », op. 90 (1833)
- Symphonie no 5 en ré mineur « Réformation », op. 107 (1832)

#### Concertos et œuvres concertantes
- Récitatif pour piano et cordes en ré mineur MWV O 1 (1820)
- Concerto pour piano et cordes en la mineur MWV O 2 (1822)
- Concerto pour violon et cordes en ré mineur MWV O 3 (1822)
- Concerto pour piano, violon et cordes en ré mineur MWV O 4 (1823)
- Concerto pour deux pianos en mi majeur MWV O 5 (1823)
- Concerto pour deux pianos en la bémol majeur MWV O 6 (1824)
- Capriccio brillant pour piano en si mineur, op. 22 (1832)
- Concerto pour piano no 1 en sol mineur, op. 25 (1831)
- Rondo brillant pour piano en mi bémol majeur, op. 29 (1834)
- Concerto pour piano no 2 en ré mineur, op. 40 (1837)
- Sérénade et Allegro giojoso pour piano en si mineur, op. 43 (1838)
- Concerto pour piano no 3 en mi mineur, op. posth. (inachevé) (1842-1844)
- Concerto pour violon en mi mineur, op. 64 (1844)
- Konzertstück pour clarinette, cor de basset et orchestre no 1 en fa mineur, op. 113 (1833)
- Konzertstück pour clarinette, cor de basset et orchestre no 2 en ré mineur, op. 114 (1833)

#### Ouvertures et autres œuvres orchestrales
- Le Songe d’une nuit d’été, ouverture, op. 21 (1827)
- Ouverture pour instruments à vent,   op. 24 (1824)
- Les Hébrides ou La Grotte de Fingal (Die Hebriden oder Die Fingalshöhle), ouverture, op. 26 (1830 - 1832)
- Mer calme et heureux voyage (Meeresstille und glückliche Fahrt), ouverture, op.27 (1828)
- La Belle Mélusine (Das Märchen von der schönen Melusine), ouverture, op. 32 (1834)
- Ruy Blas, ouverture, op. 95 (1839)
- Ouverture Trompette, op. 101 (1826)
- Marche funèbre en la mineur, op. 103 (1836)
- Marche en ré majeur, op. 108 (1841)

#### Musique de chambre
- Octuor à cordes en mi bémol majeur, op. 20 (1825)
- Sextuor pour piano, quatuor à cordes et contrebasse, op.110 (1824)
- Quintette pour cordes no 1 en la majeur, op. 18
- Quintette pour cordes no 2 en si bémol majeur, op. 87
- Quatuors à cordes (1823-1847)
  - Quatuor à cordes en mi bémol majeur (1823)
  - Quatuor en la mineur, op. 13 (1827)
  - Quatuor en mi bémol majeur, op. 12 (1829)
  - Quatuor en ré majeur, op. 44 no 1 (1838)
  - Quatuor en mi mineur, op. 44 no 2 (1838)
  - Quatuor en mi bémol majeur, op. 44 no 3 (1837)
  - Quatuor en fa mineur, op. 80 (1847)
  - Quatre pièces pour quatuor à cordes, op. 81
- Quatuor pour piano no 1 en do mineur, op. 1
- Quatuor pour piano no 2 en fa mineur, op. 2
- Quatuor pour piano no 3 en si mineur, op. 3
- Trio no 1 en ré mineur, op. 49
- Trio no 2 en do mineur, op. 66
- Sonate pour clarinette en mi bémol majeur (1824)
- Sonate pour alto en do mineur (1824)
- Sonate pour violoncelle et piano no 1 en si b majeur, op. 45
- Sonate pour violoncelle et piano no 2 en ré majeur, op. 58
- Sonate pour violon en fa majeur (1820)
- Sonate pour violon en fa majeur (1838)
- Sonate pour violon en fa mineur, op. 4 (1825)
- The Evening Bell pour harpe et piano en si bémol majeur MWV Q 20 (1829)
- The Shepherd's Song en sol mineur pour flûte seule MWV R 24

#### Piano
- Sonates (1821, 1826, 1827)
- Romances sans paroles pour piano (1829 - 1845) dont :
  - Chant du printemps (Spring Song/Frühlingslied), op. 62-6 (1842)
- Andante et Rondo capriccioso, op. 14 (1830)
- Variations sérieuses, op. 54 (1841)
- Six préludes et fugues, opus 35
- Six Kinderstücke, opus 72
- Sept pièces caractéristiques, opus 7
- Trois fantaisies ou caprices, opus 16

#### Orgue
- Prélude et fugue en do mineur, op. 37/1
- Prélude et fugue en ré mineur, op. 37/3
- Prélude et fugue en sol majeur, op. 37/2
- Petites pièces (6) pour orgue, op. S52
- Fantaisie en sol mineur, op. S53
- « Wie gross ist des Allmacht'gen Gute », choral, prélude et variations, op. S54
- Petites pièces (2) pour orgue, op. S55
- Fugue en mi mineur, op. S56
- Fugue en fa mineur, op. S57
- Prélude en do mineur, op. S58
- Petites pièces (4) pour orgue, op. S59
- Pièces (2) pour orgue, op. S60
- Choral en la bémol majeur, op. S61
- Allegro en si majeur, op. S62
- Andante alla marcia en si majeur, op. S63
- Andante sostenuto en ré majeur, op. S64
- Sonate no 1 en fa mineur/fmajeur, op. 65/1
- Sonate no 2 en do mineur/majeur, op. 65/2
- Sonate no 3 en la majeur, op. 65/3
- Sonate no 4 en si bémol majeur, op. 65/4
- Sonate no 5 en ré majeur, op. 65/5
- Sonate no 6 en ré mineur/majeur, op. 65/6
- Fugue en si majeur, op. S65
- Choral en ré majeur, op. S66

### Musique vocale

#### Opéras
- Die Soldatenliebschaft (L'amour du soldat), singspiel, MWV L 1 (1820)
- Die beiden Pädagogen (Les deux éducateurs), singspiel, MWV L 2 (1821)
- Die wandernden Komödianten (Les comédiens errants), singspiel, MWV L 3 (1822)
- Der Onkel aus Boston, oder Die beiden Neffen (L'oncle de Boston, ou les deux neveux), singspiel, MWV L 4 (1823)
- Die Hochzeit des Camacho (Le mariage de Camacho), singspiel, op. 10 (1825)
- Die Heimkehr aus der Fremde (Le retour de l'étranger), liederspiel, op. 89 (1829)
- Loreley, op. 98 (1847, inachevé)

#### Musique de scène
- Antigone, musique de scène, op. 55 (1841), pour narrateurs, solistes, double chœur d'hommes et orchestre
- Le Songe d’une nuit d’été, musique de scène, op. 61 (1843), pour solistes, chœur de femmes et orchestre
- Athalie, musique de scène, op. 74 (1845), pour narrateurs, solistes, double chœur et orchestre
- Œdipe à Colone, musique de scène, op. 93 (1845), pour narrateurs, solistes, double chœur d'hommes et orchestre

#### Oratorios
- Paulus, oratorio, op. 36 (1834/36)
- Elias, oratorio, op. 70 (1845/46)
- Christus, oratorio, op. 97 (1847, inachevé)

#### Cantates, psaumes et autres œuvres chorales
- La Première Nuit de Walpurgis (Die erste Walpurgisnacht), cantate, op. 60 (1833), pour chœur, solistes et orchestre
- Festgesang Gutenberg Cantata, (1840), pour chœur d'hommes et cuivres
- Festgesang an die Künstler, cantate, op. 68 (1846), pour chœur d'hommes et cuivres
- Psaume 42, op. 42, Wie der Hirsch schreit. Traduction française : Comme un cerf altéré cherche l'eau vive.
- Psaume 95, op. 46, Kommt, lasst uns anbeten.
- Psaume 115, op. 31, Nicht unserm Namen, Herr.
- Lass o Herr, op. 98.
- Ave Maria, op. 23.2, pour chœur mixte à 8 voix et solistes SSAATTBB.
- Lauda Sion, op. 73 (1846). Séquence de la solennité du Corps et du Sang du Christ, sur le texte de saint Thomas d'Aquin. Parfois surnommé l'Elias latin, car composé en même temps que l'oratorio.
- Verleih uns Frieden gnädiglich, sur un texte de Luther.
- Vom Himmel hoch, cantate de Noël.
- Te Deum

## Discographie sélective
- Psaumes 42, 95 et 115, Soli, chœur et orchestre Gulbenkian de Lisbonne, Michel Corboz (dir.) - Erato
- Intégrale des symphonies pour cordes, Concerto Köln – Teldec
- Intégrale des grandes symphonies et des ouvertures, London Symphony Orchestra, Claudio Abbado (dir.) – DG
- Intégrale pour quatuor à cordes, Artis Quartett – Accord (Diapason d'Or)
- Concertos nos  1 et 2 pour piano, Rudolf Serkin (piano) Eugene Ormandy (dir.) – Sony
- Concerto pour violon opus 64, Isaac Stern (violon) – Sony
- Le Songe d'une nuit d'été, Otto Klemperer (dir.) – EMI Classics
- Paulus, par Philippe Herreweghe (dir.) – HM
- Elias, par Wolfgang Sawallisch (dir.) – EMI Classics
- Romances sans paroles, par Daniel Barenboim (piano) – Deutsche Grammophon
- Intégrale de l'œuvre pour orgue, Jean-Baptiste Robin (orgue) – Triton
- Œuvres pour piano, Nikita Magaloff (piano) – Universal Music
- Six Proverbes pour l'année liturgique : Pièces vocales & œuvres pour orgue, par le Chœur Sacrum, Andris Veismanis (dir.), Vincent Genvrin (orgue Walcker de la cathédrale de Riga (Lettonie)) - Éditions Hortus (5 Diapason)
- Intégrale de l'œuvre chorale (sacrée et profane), Kammerchor Stuttgart, Frieder Bernius - Carus Verlag
- Romances sans paroles, Rena Kyriakou, piano. 2 CD VOXBOX CDX 5077 2019,
- Concertos&Romances: Riccardo Chailly- Gewandhausorchester,Jeanine Jansen(violin)édition Decca.
- Penelope Crawford. Felix Mendelssohn. The Young Felix Mendelssohn. Pianoforte Graf de 1836.
- Ronald Brautigam. Felix Mendelssohn. Piano Concertos. Pianoforte Pleyel 1830 (Paul McNulty)
- Riko Fukuda, Tobias Koch. Chopin, Mendelssohn, Moscheles, Hiller, Liszt. Grand duo Œuvres pour duo de pianofortes. Pianoforte Graf de 1830 et 1845
- Sergei Istomin, Viviana Sofronitsky. Felix Mendelssohn. Complete Works for Cello and Pianoforte. Pianoforte Graf de 1819 (Paul McNulty)

## Dans la culture populaire
On doit à Mendelssohn la Marche nuptiale, extraite de la musique de scène du Songe d'une nuit d'été, aujourd'hui jouée à un grand nombre de mariages. Pour un public non averti, le Songe se réduit à cette marche (dont plus grand monde ne sait qu'il s'agit de la Marche des ânes), mais elle n'est pas la plus représentative de l'ensemble.

## Utilisation de la musique dans les films
Jean-Paul Civeyrac, dans son film Toutes ces belles promesses (prix Jean-Vigo 2003), a utilisé plusieurs œuvres. La musique joue un grand rôle dans ce film qui illustre la vie d'une violoncelliste.
Dans Les Visiteurs, Jean-Marie Poiré utilise le premier mouvement du concerto pour violon (ainsi que le dernier mouvement de la symphonie dite « Écossaise »).
Woody Allen a illustré son film Comédie érotique d'une nuit d'été de plusieurs extraits d’œuvres de Mendelssohn.
L'ouverture des Hébrides est utilisée dans la scène d'introduction du film surréaliste L'Âge d'or de Luis Buñuel, en bande-sonore d'un documentaire sur les scorpions.
La Chanson de printemps est souvent utilisé, pour ses premières mesures, par les dessins animés de la Warner Bros. pour illustrer une image particulière, celle par exemple du méchant qui reçoit un coup et des petits oiseaux qui se mettent à voler autour de sa tête alors qu'il est encore étourdi.
I would that my love Opus 63, No. 1, interprétée par Kathleen Ferrier (Alto), Isobel Baillie (Soprano) et Gérald Moore (Piano) est utilisée en générique du début du film Le Goût des autres (2000) d'Agnès Jaoui et Jean-Pierre Bacri.
Son concerto pour violon (en mi mineur) est au cœur d'un orchestre durant un épisode de la série française Joséphine, ange gardien avec Mimie Mathy.
Le même concerto pour violon est joué à plusieurs reprises dans le film Un illustre inconnu réalisé par Matthieu Delaporte, sorti en 2014, avec Mathieu Kassovitz.

## Hommages
Sont nommés en son honneur :
- l'astéroïde (3954) Mendelssohn[19] ;
- le cratère mercurien Mendelssohn[20] ;
- l'anse Mendelssohn en Antarctique, sur l'île Alexandre-Ier[21]
- le Mendelssonh Mémorial à Wengen, Suisse

#### Bases de données et dictionnaires
- (de) Site officiel
- Ressources relatives à la musique :   - International Music Score Library Project
  - AllMusic
  - Bait La Zemer Ha-Ivri
  - Bayerisches Musiker-Lexikon Online
  - Carnegie Hall
  - ChoralWiki 
  - Discography of American Historical Recordings
  - Discogs
  - Last.fm
  - MusicBrainz
  - Musopen
  - Muziekweb
  - Projet Mutopia
  - Répertoire international des sources musicales
  - Songfacts
  - VGMDb
- Ressources relatives aux beaux-arts :   - Académie des arts de Berlin
  - AGORHA
  - Art UK
  - Biographisches Lexikon der Münzmeister, Wardeine, Stempelschneider und Medailleure
  - British Museum
  - National Portrait Gallery
  - RKDartists
  - Union List of Artist Names
- Ressources relatives à l'audiovisuel :   - AllMovie
  - Allociné
  - Filmportal
  - IMDb
- Ressources relatives au spectacle :   - Archives suisses des arts de la scène
  - Les Archives du spectacle
  - Internet Broadway Database
- Ressource relative à plusieurs domaines :   - Radio France
- Ressource relative à la bande dessinée :   - Comic Vine
- Ressource relative à la recherche :   - Isidore
- Notices dans des dictionnaires ou encyclopédies généralistes :   - Britannica
  - Brockhaus
  - Den Store Danske Encyklopædi
  - Deutsche Biographie
  - Dictionnaire historique de la Suisse
  - Enciclopedia De Agostini
  - Frankfurter Personenlexikon
  - Gran Enciclopèdia Catalana
  - Hrvatska Enciklopedija
  - Internetowa encyklopedia PWN
  - Nationalencyklopedin
  - Oxford Dictionary of National Biography
  - Store norske leksikon
  - Treccani
  - Universalis
  - Visuotinė lietuvių enciklopedija
- Notices d'autorité :   - VIAF
  - ISNI
  - BnF (données)
  - IdRef
  - LCCN
  - GND
  - Italie
  - Japon
  - CiNii
  - Espagne
  - Pays-Bas
  - Pologne
  - Israël
  - NUKAT
  - Catalogne
  - Suède
  - Vatican
  - Canada